# Dakka

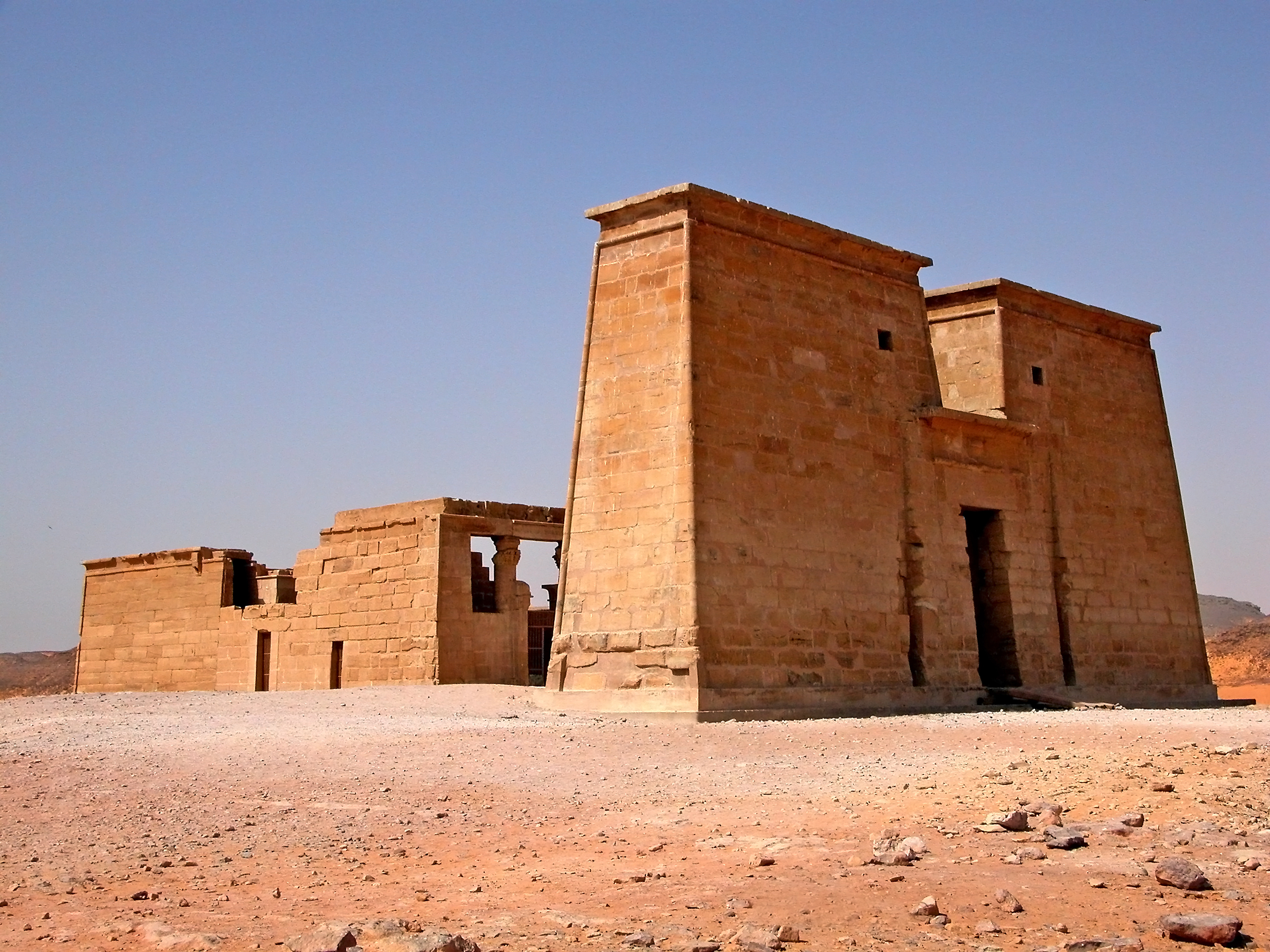
Templo de Dakka en la Baja Nubia.

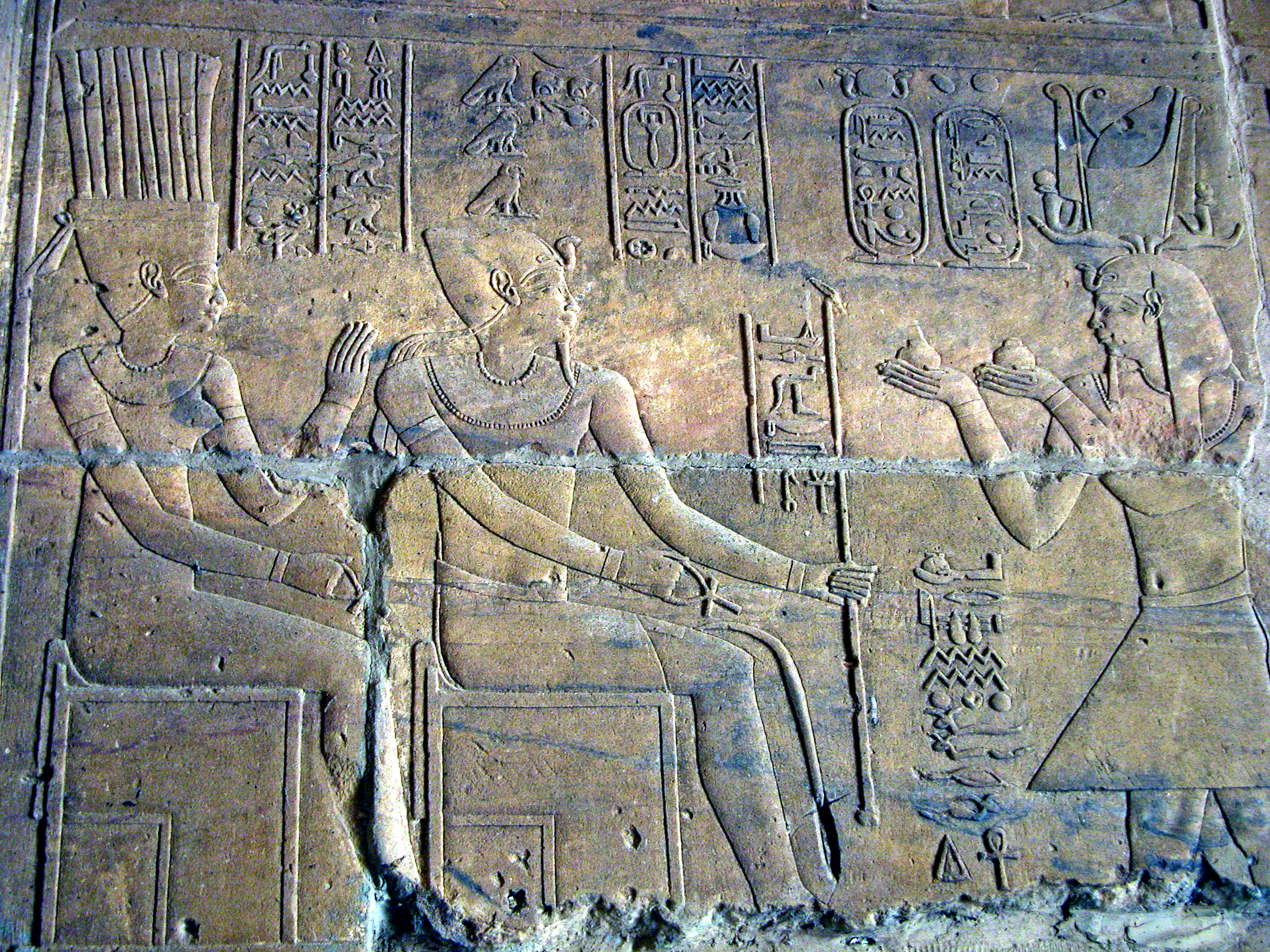
Relieve del templo de Dakka que representa al rey kushita Arqamani presentando una ofrenda a los dioses.

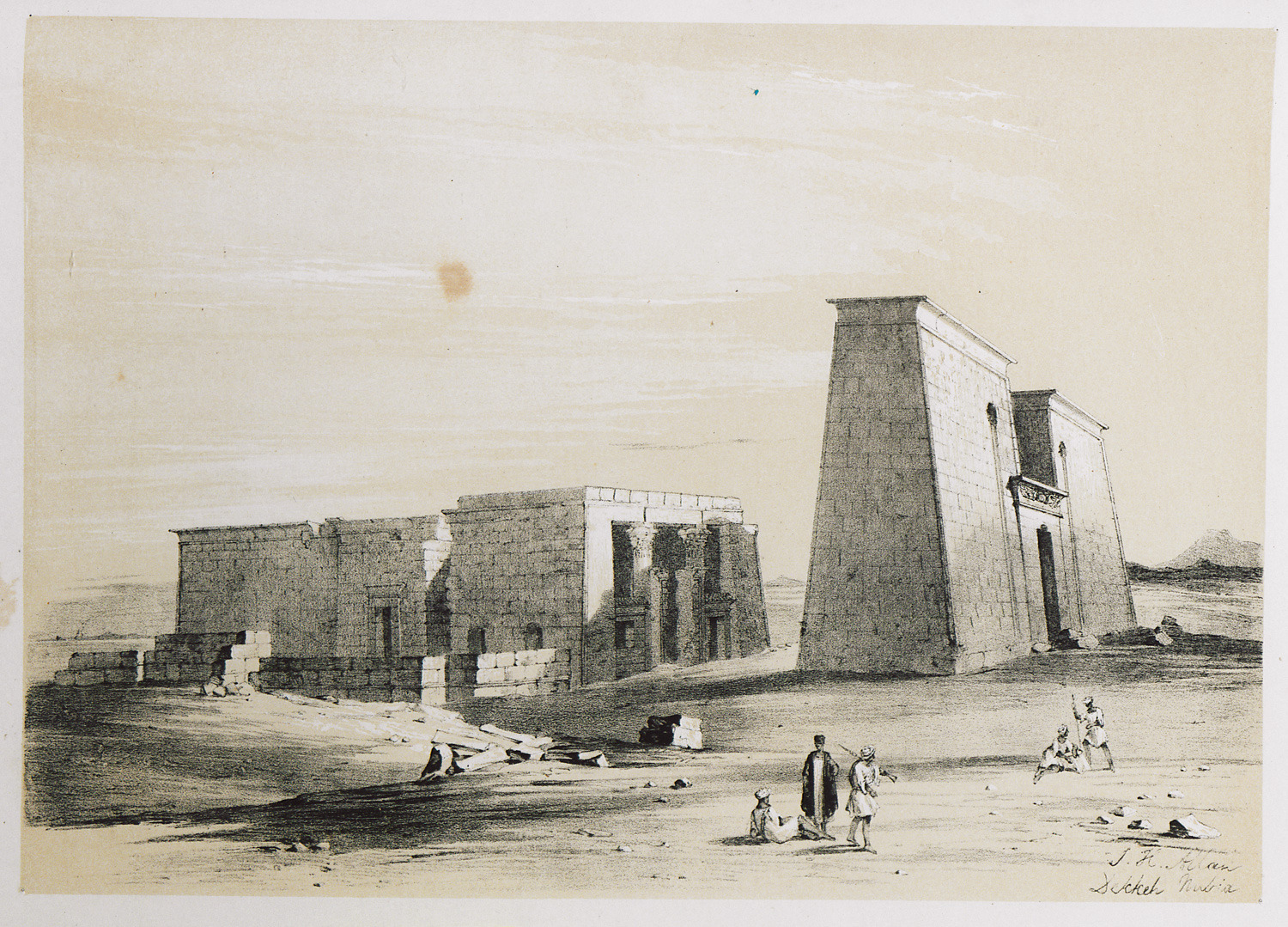
Dibujo del templo de Dakka de John Harrison Allan, 1843.

Dakka o Ad-Dakka (en árabe: الدكة, también el-Dakka, en egipcio: Pselqet, en griego: Pselchis) es el lugar de la Baja Nubia, 56 km al sur de Asuán, donde se construyó un importante templo egipcio grecorromano, dedicado a Tot, el dios de la sabiduría en el antiguo panteón egipcio. 

## Historia
El templo estaba originalmente ubicado a unos cuarenta kilómetros al norte de su actual ubicación. No estaba lejos del Nilo, en el borde occidental de una llanura plana, por lo que hubo que reubicarse. Durante el desmantelamiento del templo, se descubrió que algunos de los bloques habían sido reutilizados de estructuras del Reino Medio, pues Dakka estaba originalmente situado frente a una fortaleza de la Dinastía XII en Quban (Baki) que protegía el acceso a las minas de oro del
Uadi Allaqi. Además de los bloques de la Dinastía XII, se han encontrado otras de la Dinastía XVIII correspondientes a los tiempos de Hatshepsut, Tutmosis II, Tutmosis III y Seti I.
Algunas inscripciones griegas también pueden datar el templo del tiempo de Ptolomeo II y Ptolomeo III. Su nombre griego Pselchis puede estar derivado del culto local a la diosa escorpión Selket.
El templo fue inicialmente un pequeño santuario o capilla de una cámara, siendo iniciado en el siglo III a. C. por el rey meroítico Arqamani (o Ergamenes II), en supuesta colaboración (aunque esto sea una hipótesis, al tener los cartuchos de ambos) con Ptolomeo IV, quien agregó una antecámara y una estructura de puerta. Pero lo más probable es que Arqamani pudo construir allí mientras los reyes ptolemaicos se habían retirado temporalmente de la región del Dodecaschoenus, a finales del siglo III a. C., además de proclamarse rey del Alto y Bajo Egipto. Estas construcciones se dedicaron especialmente a Tot (de Pnubs), pero también a Amón, Hapy, Isis, Osiris, Selket y Arensnufis.
Cuando los Ptolomeos regresaron a la Baja Nubia, la inscripción genérica de Per-Aa (faraón) se hizo común en Dakka y en otros lugares. La cámara más interna data de los últimos tiempos de Augusto, donde se colocó un santuario de culto de granito.
Ptolomeo IX amplió posteriormente el templo añadiéndole un pronaos con dos filas de probablemente tres columnas. Durante el período romano de Egipto, los emperadores Augusto y Tiberio ampliaron aún más la estructura con la adición, en la parte trasera, de un segundo santuario así como muros de cerramiento interior y exterior con un gran pilono. Los tres estilos, meroítico, ptolemaico y romano están claramente contrastados. El santuario contenía un naos de granito.
Un gran dromos conduce al pilono, que formaba la entrada al templo. Cada una de las torres del pilono está decorada en alto relieve y tiene numerosos grafitis de los visitantes. Hay relieves de vacas ofrendadas a Tot en el naos del templo. Si bien el templo de Dakka era arquitectónicamente similar al templo de Uadi es-Sebua, carecía de un patio delantero con esfinges. Sin embargo, su pilono, de 12 metros de altura está casi en perfectas condiciones.
Una vía procesional de 55 metros de largo iba desde el pilono del templo hasta una terraza de culto en el Nilo. Durante el período cristiano de Egipto, la fachada del pronaos se convirtió en una iglesia, y las pinturas cristianas todavía eran visibles aquí en el siglo XX.
Es probable que en esta región, el general romano Petronio derrotara a las fuerzas de la reina meroítica Candace en el año 23. Durante el siglo II, los romanos construyeron un castrum, o fortaleza militar, alrededor del templo de Dakka, que fue rodeado por un muro de piedra de 270 por 444 metros de largo, con una entrada a lo largo del Nilo.
El templo, fue excavado por primera vez por Cecil Mallaby Firth y David Roberts lo dibujó.

## Reubicación del templo
Durante la construcción de la presa de Asuán en la década de 1960, entre 1962 y 1968 el templo tuvo que ser desmantelado y trasladado a un sitio más alto, en el Uadi es-Sebua. Pero el pilono del templo ahora está separado del resto del mismo, debido a que faltan los muros del recinto en el patio abierto.
El Templo de Maharraqa también fue trasladado y reconstruido en el área del complejo de templos de "Nuevo Uadi es-Sebua".

## Sede titular
La sede titular de Pselchis, de la Iglesia católica, lleva el nombre del lugar.

## Patrimonio de la Humanidad
El templo de Dakka es Patrimonio de la Humanidad desde 1979, dentro de los "Monumentos de Nubia, desde Abu Simbel hasta Philae".